# Summertime Blues (Lied)
Summertime Blues ist ein Rock-’n’-Roll-Song, der 1958 von Eddie Cochran aufgenommen wurde und sich zum Sommerhit und Millionenseller entwickelte.

## Entstehungsgeschichte
Eddie Cochran sollte bei Liberty Records die Rolle von Elvis Presley einnehmen. Der Plattenboss Simon „Si“ Waronker tat sich jedoch schwer mit Rock-&-Roll-Musik und achtete anfangs streng darauf, dass Cochrans Repertoire nur textlich glatte und aufpolierte Rocksongs enthielt.
Im März 1958 entstanden Summertime Blues, Love Again und Lonely im Studio B der Gold Star Studios in Hollywood mit der Besetzung Earl Palmer (Schlagzeug), Conrad „Guybo“ Smith (Bass), Cochran mit seiner „Gretsch 6120“-Gitarre (Riffs zwischen den Texten und ein Blues-Shuffle untermalen den Gesang) und Händeklatschen (wohl Cochrans Freundin Sharon Sheeley).
Die Bass-Spur bei Summertime Blues wurde zuerst gelegt, darüber kam dann das sich wiederholende Gitarren-Riff und der echogeladene Gesang. Summertime Blues war erst am Abend vor der Aufnahmesession in Jerry Capeharts Appartement in nur 45 Minuten von Capehart und Cochran geschrieben worden. Er handelt von den Sorgen der Teenager, die am Ende einer Strophe von einer erwachsenen Autorität (als Bass-Stimme von Cochran dargestellt) gemaßregelt werden.
Die von Jerry Capehart produzierten Aufnahmen wurden von Waronker kritisch analysiert, und der Labelboss entschied sich für die sentimentale Ballade Love Again als A-Seite. Der 12-taktige Summertime Blues wurde auf die B-Seite verbannt. Als Liberty #55144 erschienen Love Again / Summertime Blues im Juni 1958 auf dem US-amerikanischen Plattenmarkt. Der Titel dauert lediglich eine Minute und 59 Sekunden und endet abrupt. Auf der überwiegenden Mehrzahl der Veröffentlichungen findet sich allerdings die zum Schluss hin ausgeblendete Version.

## Erfolg der B-Seite

Label der deutschen Erstpressung, 1959

Die Radiosender favorisierten sofort die B-Seite mit dem Song über Strapazen, Trübsal und Teenager-Frust im Sommer und bevorzugten ihn beim Airplay. Der Titel verlässt sich auf ein ansteckendes Gitarren-Riff und besteht aus lediglich drei Akkorden. Erst zwei Monate nach Veröffentlichung gelangte er im August 1958 in die amerikanischen Pop-Charts, wo er den achten Platz erreichte. Es sollte Cochrans beste Hitparadenplatzierung bleiben. In Großbritannien erreichte der Song Rang 18 der Charts. In Deutschland erschien die Single erstmals im Juni 1959 im Vertrieb der Teldec auf dem London-Label.
Summertime Blues entwickelte sich als konstanter Verkaufstitel, der schließlich Millionenseller-Status erlangte. Capehart hierzu: „Es gab eine Menge Sommerhits, aber keinen über die Schwierigkeiten des Sommers“. Erst nach dem Erfolg des Songs wurde Cochran mehr Freiraum für seine Musik und bei der Studioarbeit gewährt.

## Coverversionen und Rezeption
BMI hat 27 Coverversionen von Summertime Blues registriert, zudem erhielt der Titel einen BMI-Award. Im März 2005 wählte das Q-Magazine das Lied auf Platz 77 der 100 Greatest Guitar Tracks. Der Rolling Stone wählte das Stück auf Platz 73 der 500 beste Songs aller Zeiten.
Die bekanntesten Coverversionen von Summertime Blues stammen von The Who, die den Titel im Advision-Tonstudio in London erstmals im Mai 1968 aufnahmen, und von Blue Cheer (Januar 1968). Letztere verlangsamten das Tempo des Originals in einer Form, wie es bei Vanilla Fudge mit Rocksongs üblich war. Weitere Fassungen stammen von Bobby Vee (1961), Beach Boys (1962), T. Rex (1970), Ernst Schultz (1981), Alan Jackson (1994, auf seinem Album Who I Am, wurde ein Nummer-eins-Hit), Bruce Springsteen (2008 live im Giants Stadium, New York City) und James Taylor (2008).
Von der norddeutschen Band Torfrock gibt es den Sommertied Blues (1991), eine Coverversion mit plattdeutschem Text. Diese handelt, ähnlich wie beim Originaltext, von einem jungen Mann, der lieber mit einem Mädchen einen Ausflug macht, als zur Arbeit in einer Lagerhalle zu erscheinen. Die Kölner Gruppe BAP hat das Lied 1981 unter dem Titel Wo mer endlich Sommer hann auf Kölsch mit ähnlicher Thematik eingespielt.
Eine Coverversion mit hochdeutschem Text unter dem Titel Heißer Sommer schrieb Lutz Kerschowski in der DDR und sang sie auf Konzerten, unter anderem auch gemeinsam mit Rio Reiser. Sie wurde auf dem Album Kerschowski & Blankenfelder Boogie Band veröffentlicht.
Als Filmmusik wurde der Song unter anderem bei Caddyshack (1980), Troll (1986), Night on Earth (1991) und I shot Andy Warhol (1996) verwendet.